# سان استبان د لس پاتس
سان استبان د لس پاتس دهستانی در استان آبیلای اسپانیا است.
در این دهستان ۴۷ نفر زندگی می‌کنند. مساحت این دهستان ۱۰٫۲۹ کیلومتر مربع است.